# Zekavice
Zekavice (cyr. Зекавице) – wieś w Czarnogórze, w gminie Pljevlja. W 2011 roku liczyła 88 mieszkańców.